# Mary Browne
Mary Kendall Browne (3 de junio de 1891 – 19 de agosto de 1971) fue una jugadora de tenis profesional estadounidense y una golfista amateur. Nació en el condado de Ventura, California.

## Biografía
Según Arthur Wallis Myers de The Daily Telegraph y el Daily Mail, Browne estuvo clasificada entre las 10 mejores del mundo en 1921 (cuando comenzaron las clasificaciones), 1924 y 1926, alcanzando su mejor posición en el número 3 del mundo en 1921. Browne fue incluida en las clasificaciones de fin de año del top 10 emitidas por la Asociación de Tenis de los Estados Unidos en 1913 (cuando comenzaron las clasificaciones), 1914, 1921, 1924 y 1925. Fue la jugadora mejor clasificada de los Estados Unidos en 1914. También jugó golf y fue subcampeona en el U.S. Women's Amateur de 1924 ante la campeona Dorothy Campbell Hurd. Participó en las ediciones de 1925 y 1926 de la Wightman Cup, una competencia anual de tenis femenino por equipos entre los Estados Unidos y Gran Bretaña.
Más tarde se convirtió en entrenadora en la Universidad de Chicago, donde se le atribuye la invención del frontón para su uso en la práctica. Luego se trasladó a la Universidad de Washington y posteriormente al Lake Erie College.
Browne fue incluida en el Salón de la Fama del Tenis Internacional en 1957.

## Finales de Grand Slam

### Individuales (3 títulos, 2 subcampeonatos)
| Resultado | Año  | Campeonato                                 | Superficie | Oponente        | Marcador      |
| --------- | ---- | ------------------------------------------ | ---------- | --------------- | ------------- |
| Victoria  | 1912 | Campeonato nacional de Estados Unidos 1912 | Césped     | Eleonora Sears  | 6–4, 6–2      |
| Victoria  | 1913 | Campeonato nacional de Estados Unidos 1913 | Césped     | Dorothy Green   | 6–2, 7–5      |
| Victoria  | 1914 | Campeonato nacional de Estados Unidos 1914 | Césped     | Marie Wagner    | 6–2, 1–6, 6–1 |
| Derrota   | 1921 | Campeonato nacional de Estados Unidos 1921 | Césped     | Molla Mallory   | 6–4, 4–6, 2–6 |
| Derrota   | 1926 | Torneo de Roland Garros 1926               | Arcilla    | Suzanne Lenglen | 1–6, 0–6      |

### Dobles (6 títulos, 1 subcampeonato)
| Resultado | Año  | Campeonato                                 | Superficie | Compañera               | Oponentes                                  | Marcador        |
| --------- | ---- | ------------------------------------------ | ---------- | ----------------------- | ------------------------------------------ | --------------- |
| Victoria  | 1912 | Campeonato nacional de Estados Unidos 1912 | Césped     | Dorothy Green           | Maud Barger-Wallach Mrs. Frederick Schmitz | 6–2, 5–7, 6–0   |
| Victoria  | 1913 | Campeonato nacional de Estados Unidos 1913 | Césped     | Louise Riddell Williams | Dorothy Green Edna Wildey                  | 12–10, 2–6, 6–3 |
| Victoria  | 1914 | Campeonato nacional de Estados Unidos 1914 | Césped     | Louise Riddell Williams | Louise Raymond Edna Wildey                 | 10–8, 6–2       |
| Victoria  | 1921 | Campeonato nacional de Estados Unidos 1921 | Césped     | Louise Riddell Williams | Helen Gilleaudeau Mrs. L.G. Morris         | 6–3, 6–2        |
| Victoria  | 1925 | Campeonato nacional de Estados Unidos 1925 | Césped     | Helen Wills             | May Sutton Bundy Elizabeth Ryan            | 6–4, 6–3        |
| Victoria  | 1926 | Wimbledon                                  | Césped     | Elizabeth Ryan          | Evelyn Colyer Kitty McKane Godfree         | 6–1, 6–1        |
| Derrota   | 1926 | Campeonato nacional de Estados Unidos 1926 | Césped     | Charlotte Hosmer Chapin | Eleanor Goss Elizabeth Ryan                | 6–3, 4–6, 10–12 |

### Dobles Mixtos (4 títulos, 1 subcampeonato)
| Resultado | Año  | Campeonato                                 | Superficie | Compañero          | Oponentes                           | Marcador       |
| --------- | ---- | ------------------------------------------ | ---------- | ------------------ | ----------------------------------- | -------------- |
| Victoria  | 1912 | Campeonato nacional de Estados Unidos 1912 | Césped     | R. Norris Williams | Eleonora Sears Bill Clothier        | 6–4, 2–6, 11–9 |
| Victoria  | 1913 | Campeonato nacional de Estados Unidos 1913 | Césped     | Bill Tilden        | Dorothy Green C.S. Rogers           | 7–5, 7–5       |
| Victoria  | 1914 | Campeonato nacional de Estados Unidos 1914 | Césped     | Bill Tilden        | Margaretta Myers J. R. Rowland      | 6–1, 6–4       |
| Victoria  | 1921 | Campeonato nacional de Estados Unidos 1921 | Césped     | Bill Johnston      | Molla Bjurstedt Mallory Bill Tilden | 3–6, 6–4, 6–3  |
| Derrota   | 1926 | Wimbledon                                  | Césped     | Howard Kinsey      | Kathleen McKane Leslie Godfree      | 3–6, 4–6       |

## Cronología de torneo individuales de Grand Slam
| G | F | SF | CF | #R | RR | Q# | DNQ | A | NH |

(G) ganador; (F) finalista; (SF) semifinalista; (CF) cuartofinalista; (#R) rondas 4, 3, 2, 1; (RR) round-robin; (Q#) ronda de clasificación; (NC) no calificó; (A) ausente; (NS) no sostenido; (PA) porcentaje de acertamiento (eventos ganados / competido); (V–D) récord de victorias y derrotas.
| Torneo                    | 1912  | 1913  | 1914  | 1915  | 1916  | 1917  | 1918  | 1919  | 1920  | 1921  | 1922  | 1923  | 1924  | 1925  | 1926  | Carrera SR |
| ------------------------- | ----- | ----- | ----- | ----- | ----- | ----- | ----- | ----- | ----- | ----- | ----- | ----- | ----- | ----- | ----- | ---------- |
| Abierto de Australia      | NH    | NH    | NH    | NH    | NH    | NH    | NH    | NH    | NH    | NH    | A     | A     | A     | A     | A     | 0 / 0      |
| Torneo de Roland Garros1  | A     | A     | A     | NH    | NH    | NH    | NH    | NH    | A     | A     | A     | A     | NH    | A     | F     | 0 / 1      |
| Wimbledon                 | A     | A     | A     | NH    | NH    | NH    | NH    | A     | A     | A     | A     | A     | A     | A     | 1R    | 0 / 1      |
| Abierto de Estados Unidos | G     | G     | G     | A     | A     | A     | A     | A     | A     | F     | A     | A     | SF    | 3R    | SF    | 3 / 7      |
| SR                        | 1 / 1 | 1 / 1 | 1 / 1 | 0 / 0 | 0 / 0 | 0 / 0 | 0 / 0 | 0 / 0 | 0 / 0 | 0 / 1 | 0 / 0 | 0 / 0 | 0 / 1 | 0 / 1 | 0 / 3 | 3 / 9      |

1Hasta 1923, el Campeonato de Francia estaba abierto solo a ciudadanos franceses. El Campeonato Mundial de Pista Dura (WHCC), jugado en realidad en tierra batida en París o Bruselas, comenzó en 1912 y estaba abierto a todas las nacionalidades. Los resultados de ese torneo se muestran aquí desde 1912 hasta 1914 y desde 1920 hasta 1923. Los Juegos Olímpicos reemplazaron al WHCC en 1924, ya que los Juegos Olímpicos se celebraron en París. A partir de 1925, el Campeonato de Francia se abrió a todas las nacionalidades, con los resultados mostrados aquí a partir de ese año.